# Denis Barbe
Denis Barbe (25 giugno 1978) è un ex calciatore seychellese, di ruolo centrocampista.